# George Alexander Parks

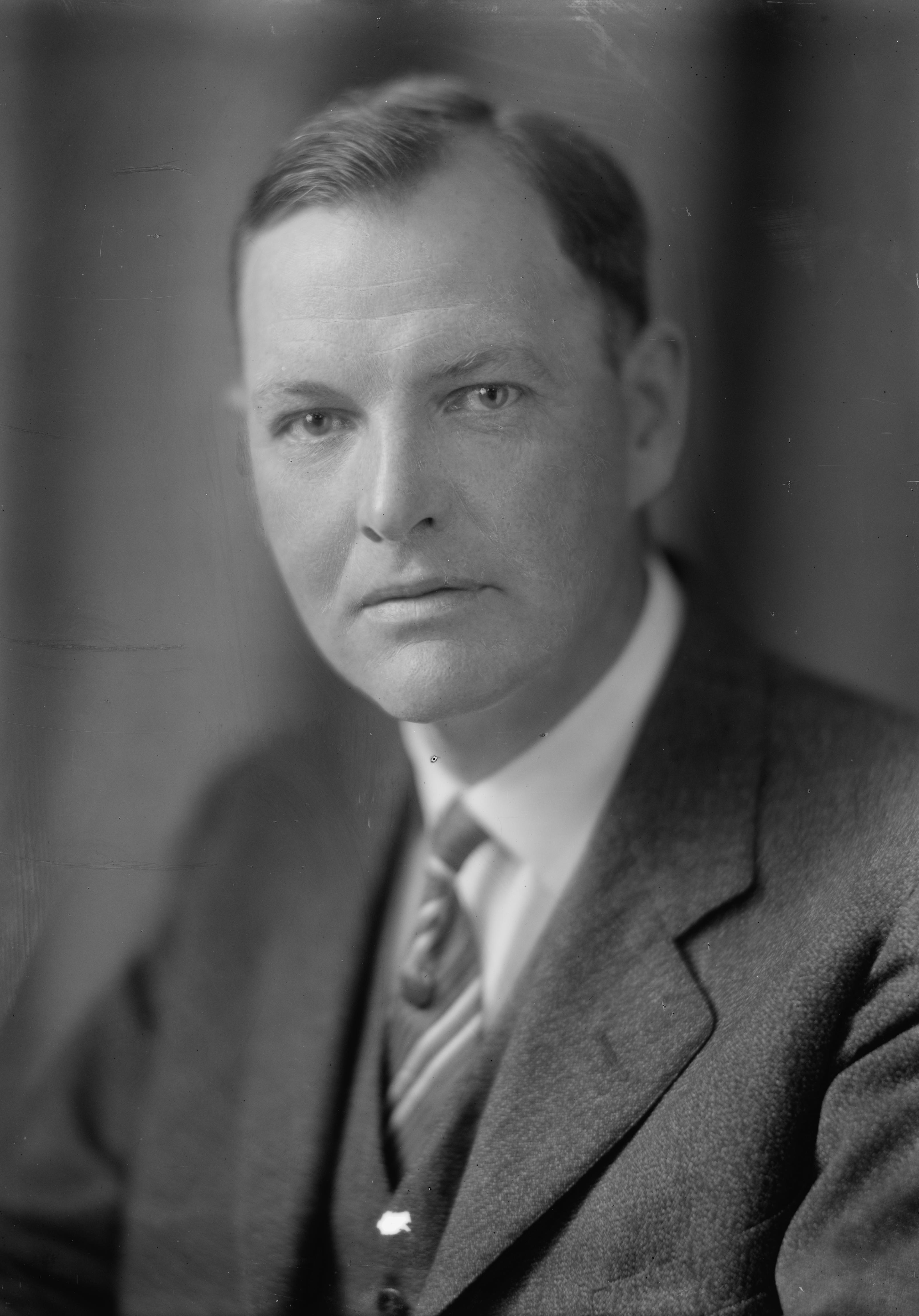
George Alexander Parks

George Alexander Parks (* 29. Mai 1883 in Denver, Colorado; † 11. Mai 1984 in Juneau, Alaska) war ein US-amerikanischer Politiker (Republikanische Partei) und von 1925 bis 1933 Gouverneur des Alaska-Territoriums.
George Parks machte 1906 seinen Abschluss an der Colorado School of Mines in Golden und arbeitete danach als Bergingenieur im Westen der Vereinigten Staaten sowie in Kanada und Mexiko, ehe er sich 1907 in Alaska niederließ. Zwischen 1908 und 1926 übte er dort verschiedene Ämter aus; unter anderem fungierte er als Leiter des für das Gebiet zuständigen Land Office. Während des Ersten Weltkrieges diente er im United States Army Corps of Engineers.
US-Präsident Calvin Coolidge nominierte Parks in der Nachfolge von Scott Cordelle Bone als Gouverneur des Alaska-Territoriums; diesen Posten trat er am 17. April 1925 an. Während seiner bis zum 19. April 1933 währenden Amtszeit wurde die heutige Staatsflagge Alaskas erstmals verwendet. Nach dem Ausscheiden aus dem Gouverneursamt blieb er in Staatsdiensten und wurde Ingenieur mit Zuständigkeit für Katasterkarten beim Land Office. Später ging er wieder in die Privatwirtschaft und war als Ingenieur für eine Baufirma mit Sitz in Juneau tätig; in dieser Stadt fungierte er außerdem als Vizepräsident der First National Bank.
Zu George Parks’ Ehren wurde 1975 der Parks Highway (Alaska Route 3), der von Anchorage nach Fairbanks verläuft, nach ihm benannt. Er starb am 11. Mai 1984, kurz vor seinem 101. Geburtstag, in Juneau.